# ビーチバレージャパン
ビーチバレージャパンは、日本バレーボール協会・日本ビーチバレーボール連盟（JBV）が主催するビーチバレーの大会である。正式な大会名はJVA全日本ビーチバレーボール選手権大会男子。毎年8月に神奈川県藤沢市で開催される。

## 歴史
1987年に鵠沼海岸で第1回大会が開催され、これが日本におけるビーチバレーの始まりとされる。初代優勝者はともに当時富士フイルムのインドア選手だった川合俊一と熊田康則のペアで、川合は後にJBV会長となる。
1989年にJBVが発足されると、同連盟主催となる。
2020年と2021年は新型コロナウイルス感染拡大防止のため中止。

### マーメイドカップ

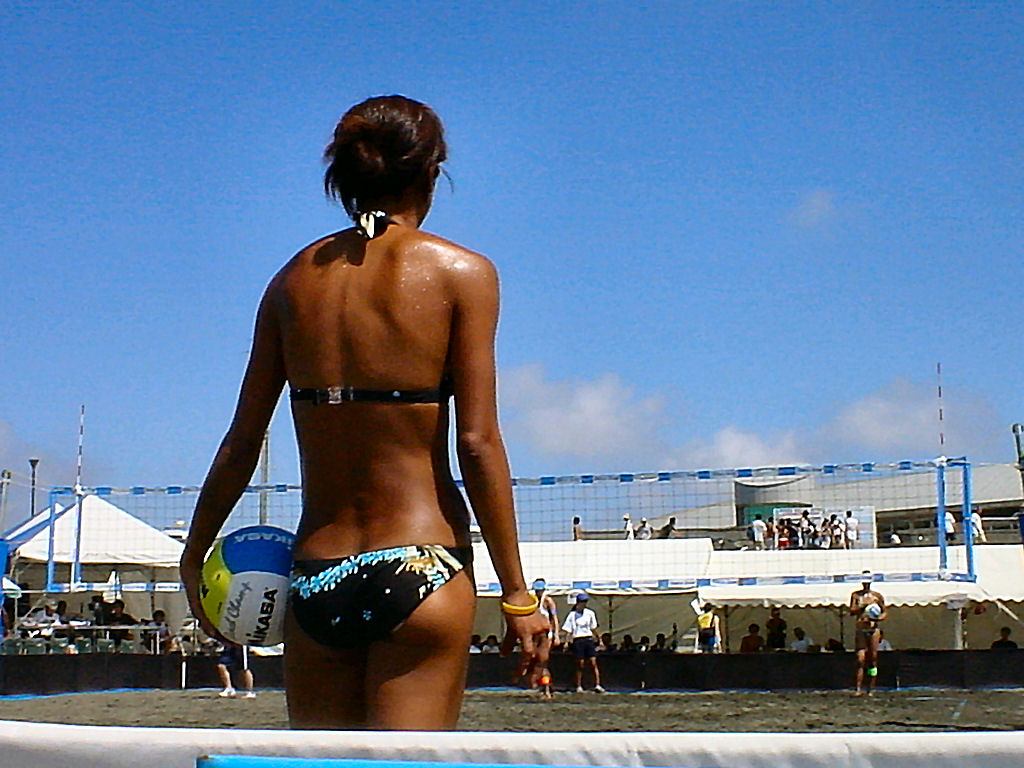
2006年のマーメイドカップ

1995年から2008年まで男子のビーチバレージャパンと合わせて開催された女子大会である。
ビーチバレージャパン開始当初はインドア全日本女子の選手によるエキシビションも行われていたが、1990年に全日本女子選手権（ジャパンレディース）が女子版として創設された。
だが、1995年に併催イベントとしてマーメイドカップが創設。当初はジャパンレディースとの差別化のため、試合ごとにペアを交替し個人成績を競う「スキンズショットガン方式」を採用。出場選手もプロに限定した上に海外トップ選手も招待したイベント色の強い大会であった。
2006年より他大会同様のペア固定制に変わる。
2003年からはBSジャパンが冠スポンサーとなり、2006年はテレビ東京、2007年からはマスターカードに変わる。
2009年よりビーチバレージャパンと統合され、女子も公式戦「ビーチバレージャパン」として開催されることになった（ジャパンレディースは継続）。一方で、マスターカードの冠も引き継いだ（2010年限りで撤退）。2014年から女子大会はJVAビーチバレーボールシリーズAの一大会となった。女子は2020年・2021年の中止とともに廃止された。

## 参加資格
※第37回（2023年）大会
男子56チーム
1. 推薦 8（大学・高校代表各1含む）
2. 都道府県代表 47（各1）
3. 開催地（神奈川県）枠 1

## 大会形式
予選
- 8チーム6グループに分けてのダブルエリミネーショントーナメント方式。
- 28点先取の1セットマッチ。

本戦
- 予選通過24チームに推薦8チームを加えた32チームによるノックアウトトーナメント方式。
- 21点先取の3セットマッチ。

第36回（2022年）と第37回（2023年）はともに台風接近に伴う日程短縮のため、1セットマッチに変更された。

## 歴代優勝/準優勝者
| 回 | 年度   | 優勝                        | 準優勝                | 備考                  | 備考                                      |          |
| -- | ------ | --------------------------- | --------------------- | --------------------- | ----------------------------------------- | -------- |
| 1  | 1987年 | 川合俊一 / 熊田康則         | 岩島章博 / 三橋栄三郎 |                       |                                           |          |
| 2  | 1988年 | 姜萬守 / 松田明彦           | 小泉伸一 / 澤田秀一   |                       |                                           |          |
| 3  | 1989年 | 姜萬守 / 松田明彦           | 岩島章博 / 三橋栄三郎 |                       |                                           |          |
| 4  | 1990年 | 菅野幸一郎 / 高尾和行       | 田中康雄 / 山本和史   |                       |                                           |          |
| 5  | 1991年 | 熊田康則 / 松本聡           | 金子敏和 / 楊成太     |                       |                                           |          |
| 6  | 1992年 | 関浩司 / 松本岳士           | 田中康雄 / 山本和史   |                       |                                           |          |
| 7  | 1993年 | 金子敏和 / 楊成太           | 川合俊一 / 熊田康則   |                       |                                           |          |
| 8  | 1994年 | 孫政郁 / 野口拓也           | 熊田康則 / 松本聡     |                       |                                           |          |
| 回 | 年度   | 男子                        | 男子                  | マーメイドカップ 優勝 | 備考                                      |          |
| 回 | 年度   | 優勝                        | 準優勝                | マーメイドカップ 優勝 | 備考                                      |          |
| 9  | 1995年 | 金子敏和 / 楊成太           | 小川淳 / 酒井新悟     |                       | マーメイドカップ開始                      |          |
| 10 | 1996年 | 尾﨑侯 / 山本知寿           | 金子敏和 / 楊成太     |                       |                                           |          |
| 11 | 1997年 | 尾﨑侯 / 山本知寿           | 高尾和行 / 小川淳     |                       |                                           |          |
| 12 | 1998年 | 尾﨑侯 / 山本知寿           | 高尾和行 / 楊成太     |                       |                                           |          |
| 13 | 1999年 | 尾﨑侯 / 森川太地           | 川合庶 / 山本知寿     |                       |                                           |          |
| 14 | 2000年 | 尾﨑侯 / 森川太地           | 白鳥勝浩 / 平野将弘   |                       |                                           |          |
| 15 | 2001年 | 小川貴史 / 高尾和行         | 白鳥勝浩 / 渡辺聡     |                       |                                           |          |
| 16 | 2002年 | 白鳥勝浩 / 渡辺聡           | 小川貴史 / 高尾和行   | ナタリー・クック      |                                           |          |
| 17 | 2003年 | 白鳥勝浩 / 渡辺聡           | 西村晃一 / 朝日健太郎 | 楠原千秋              |                                           |          |
| 18 | 2004年 | 白鳥勝浩 / 渡辺聡           | 西村晃一 / 朝日健太郎 | 徳野涼子              |                                           |          |
| 19 | 2005年 | 白鳥勝浩 / 西村晃一         | 森川太地 / 山本辰生   | 佐伯美香              |                                           |          |
| 20 | 2006年 | 朝日健太郎 / 白鳥勝浩       | 西村晃一 / 渡辺聡     | 小泉栄子 / 田中姿子   | マーメイドカップが固定ペア制に変更        |          |
| 21 | 2007年 | 朝日健太郎 / 白鳥勝浩       | 西村晃一 / 森川太地   | 佐伯美香 / 楠原千秋   |                                           |          |
| 22 | 2008年 | 朝日健太郎 / 白鳥勝浩       | 青木晋平 / 長谷川徳海 | 小泉栄子 / 田中姿子   |                                           |          |
| 回 | 年度   | 男子                        | 男子                  | 女子優勝              | 備考                                      |          |
| 回 | 年度   | 優勝                        | 準優勝                | 女子優勝              | 備考                                      |          |
| 23 | 2009年 | 朝日健太郎 / 白鳥勝浩       | 青木晋平 / 長谷川徳海 | 西堀健実 / 浅尾美和   | マーメイドカップと統合                    |          |
| 24 | 2010年 | 朝日健太郎 / 白鳥勝浩       | 井上真弥 / 長谷川徳海 | 浦田聖子 / 西堀健実   |                                           |          |
| 25 | 2011年 | 青木晋平 / 白鳥勝浩         | 井上真弥 / 長谷川徳海 | 草野歩 / 田中姿子     |                                           |          |
| 26 | 2012年 | 井上真弥 / 長谷川徳海       | 長谷川翔 / 仲矢靖央   | 溝江明香 / 田中姿子   |                                           |          |
| 27 | 2013年 | 高橋巧 / 村上斉             | 仲矢靖央 / 畑信也     | 尾崎睦 / 草野歩       |                                           |          |
| 28 | 2014年 | 高橋巧 / 村上斉             | 清水啓輔 / 畑辺純希   | 溝江明香 / 西堀健実   | 女子大会はシリーズA・湘南藤沢大会となる。 |          |
| 29 | 2015年 | 畑辺純希 / 高橋巧           | 上場雄也 / 西村晃一   | 石井美樹/村上めぐみ   |                                           |          |
| 30 | 2016年 | 長谷川徳海 / 高橋巧         | 畑辺純希 / 井上真弥   | 楠原千秋 / 長谷川暁子 |                                           |          |
| 31 | 2017年 | 長谷川徳海 / 西村晃一       | 畑辺純希 / 村上斉     | 二見梓 / 長谷川暁子   | [ 4 ]                                     |          |
| 32 | 2018年 | 上場雄也 / 白鳥勝浩         | 石島雄介 /高橋巧      | 西堀健実 / 草野歩     | [ 5 ]                                     |          |
| 33 | 2019年 | 石島雄介 / 白鳥勝浩         | 梅野涼 / 小森優希     | 西堀健実 / 草野歩     |                                           |          |
| 34 | 2020年 | 大会中止                    | 大会中止              | 大会中止              | 大会中止                                  | 大会中止 |
| 35 | 2021年 | 大会中止                    | 大会中止              | 大会中止              | 大会中止                                  | 大会中止 |
| 回 | 年度   | 優勝                        | 準優勝                | 備考                  | 備考                                      |          |
| 36 | 2022年 | 石島雄介 / 黒川寛輝ディラン | 庄司憲右 / 池田隼平   |                       |                                           |          |
| 37 | 2023年 | 黒川魁 / 福嶋晃介           | 庄司憲右 / 池田隼平   |                       |                                           |          |
| 38 | 2024年 | 上場雄也 / 長谷川徳海       | 立谷純太郎 / 石川瀬那 |                       |                                           |          |

## 放送について
第1回大会は日本テレビで放送された。
マーメイドカップ開始後が冠スポンサーだったテレビ東京及びBSジャパンで録画中継されていた。
第27回（2013年）大会はニコニコ生放送にて生中継。
第33回（2019年）は神奈川県内のJ:COMチャンネルで30日に放送。
第36回（2022年）は最終日のみJVA公式SNSにて配信。
第37回（2023年）は最終日のみJVA公式YouTubeチャンネルにて配信。